# Oui Avant-Garde á Chance
Oui Avant-Garde á Chance è il settimo album in studio del gruppo folk metal britannico Skyclad, pubblicato nel 1996.

## Tracce
1. If I Die Laughing, It'll Be an Act of God – 3:48
2. Great Blow for a Day Job – 4:19
3. Constance Eternal – 5:52
4. Postcard from Planet Earth – 5:10
5. Jumping My Shadow – 5:26
6. Bombjour! – 4:02
7. History Lessens (The Final Examination) – 4:20
8. A Badtime Story – 5:35
9. Come on Eileen – 3:54
10. Master Race – 4:06
11. Bombed Out (Instru-mental) – 4:05
12. Penny Dreadful (Full Shilling Mix) – 3:09